# Championnat de Malte de football 1963-1964
Navigation
Saison précédente Saison suivante
La saison 1963-1964 de First Division Maltaise était la quarante-neuvième édition de la première division maltaise.
Lors de cette saison, le La Vallette FC a tenté de conserver son titre de champion face aux sept meilleurs clubs maltais lors d'une série de matchs se déroulant sur toute l'année.
Les huit clubs participants au championnat ont été confrontés à deux reprises aux sept autres.
C'est le Sliema Wanderers FC qui a été sacré champion de Malte pour la seizième fois.
Une seule place était qualificative pour les compétitions européennes, la deuxième place étant celles du vainqueur du Trophée Rothman 1963-1964.

## Qualifications en coupe d'Europe
À l'issue de la saison, le champion a participé au tour préliminaire de la Coupe des clubs champions 1964-1965.
Le vainqueur du Trophée Rothman a pris la place pour la Coupe des coupes 1964-1965.

## Les huit clubs participants
| Club                | Stade             | Capacité | Ville      |
| ------------------- | ----------------- | -------- | ---------- |
| Floriana FC         | -                 | -        | Floriana   |
| Hamrun Spartans     | Victor Tedesco    | 6 000    | Hamrun     |
| Paola Hibernians FC | Hibernians Ground | 8 000    | Paola      |
| Melita FC           | -                 | -        | San Ġiljan |
| Rabat FC            | -                 | -        | Rabat      |
| Sliema Wanderers FC | Guze Fava Ground  | 4 000    | Sliema     |
| St. George's FC     | -                 | -        | Bormla     |
| La Vallette FC      | -                 | -        | La Valette |

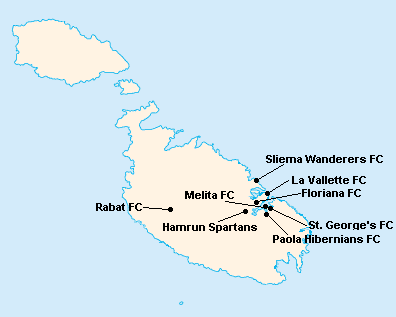
Localisation des clubs engagés dans le championnat.

L'île de Malte étant relativement petite, les clubs évoluent tous au stade National Ta'Qali (17 400 places). Certain cependant ont leur propre enceinte qu'ils peuvent éventuellement utiliser.

## Compétition

### Classement
| Rang | Équipe                 | Pts | J  | G  | N | P  | Bp | Bc | Diff |
| ---- | ---------------------- | --- | -- | -- | - | -- | -- | -- | ---- |
| 1    | Sliema Wanderers FC    | 26  | 14 | 13 | 0 | 1  | 39 | 9  | +30  |
| 2    | La Vallette FC (T) (C) | 22  | 14 | 10 | 2 | 2  | 44 | 8  | +36  |
| 3    | Paola Hibernians FC    | 17  | 14 | 7  | 3 | 4  | 26 | 16 | +10  |
| 4    | Floriana FC            | 17  | 14 | 7  | 3 | 4  | 22 | 18 | +4   |
| 5    | Hamrun Spartans        | 11  | 14 | 4  | 3 | 7  | 14 | 26 | -12  |
| 6    | Rabat FC               | 10  | 14 | 4  | 2 | 8  | 24 | 37 | -13  |
| 7    | Melita FC (P)          | 8   | 14 | 3  | 2 | 9  | 9  | 26 | -17  |
| 8    | St. George's FC        | 1   | 14 | 0  | 1 | 13 | 8  | 46 | -38  |

| Légende : Qualifications et relégations | Légende : Qualifications et relégations                                                     |
| --------------------------------------- | ------------------------------------------------------------------------------------------- |
|                                         | Coupe des clubs champions 1964-1965 (Tour préliminaire)                                     |
|                                         | Coupe des coupes 1964-1965 (1er Tour)                                                       |
|                                         | Relégation en Second Division Maltaise                                                      |
|                                         | (T) : Tenant du titre 1962-1963 (P) : Promu en 1962-1963 (C) : Vainqueur du Trophée Rothman |

## Bilan de la saison
| Tableau d'Honneur       |                     |
| Compétition             | Vainqueur           |
| First Division Maltaise | Sliema Wanderers FC |
| Trophée Rothman         | La Vallette FC      |

| Qualifications européennes 1964-1965 |                     |
| Coupe des clubs champions            | Qualifiés           |
| Tour préliminaire                    | Sliema Wanderers FC |
| Coupe des coupes                     | Qualifiés           |
| 1er tour                             | La Vallette FC      |

| Promotions et relégations            |                           |
| Relégués en Second Division Maltaise | Melita FC St. George's FC |
| Promus de Second Division Maltaise   | Gzira United FC           |